# Yamauchi Toyoshige
Yamauchi Toyoshige (山内 豊信 (Sơn Nội Phong Tín) 1827–1872), còn gọi là Yamauchi Yōdō (山内 容堂 (Sơn Nội Dung Đường)), là một daimyō của phiên Tosa vùng Shikoku vào cuối thời Edo. Ông thường được gọi là "Lãnh chúa Yōdō" theo nguồn tài liệu phương Tây.

## Tiểu sử
Yamauchi là phiên chủ đời thứ 15 của phiên Tosa. Ông kịch liệt phản đối các hiệp ước bất bình đẳng được ký kết giữa Mạc phủ Tokugawa với các cường quốc phương Tây trong những năm Ansei (1854–1860) và tham gia vào cuộc vận động tôn lập Tokugawa Yoshinobu làm tân Tướng quân. Năm 1859, ông bị Mạc phủ dưới thời Đại lão Ii Naosuke ép buộc phải về hưu sớm trong cuộc thanh trừng Ansei.
Năm 1862, ông được bổ nhiệm làm tham dữ (sanyo). Sau vụ ám sát sủng thần Yoshida Tōyō vào năm 1862, ông nổi giận ra lệnh điều tra các nhóm samurai phái nhương di ở địa phương, nghi ngờ họ khủng bố. Những nỗ lực này lên đến đỉnh điểm là việc bắt giữ và sau đó là vụ tự sát của phiên sĩ phái nhương di quá khích Takechi Hanpeita, kẻ ra lệnh cho hitokiri Okada Izō ra tay ám sát viên chức Mạc phủ vào năm 1865. Cuối năm 1867, ông khuyên Tướng quân Tokugawa Yoshinobu tiến hành Đại chính phụng hoàn (大政奉還), trao trả quyền hành về cho Thiên hoàng chấm dứt gần 300 năm thống trị nước Nhật của gia tộc Tokugawa.
Dù bản thân là người theo phái ôn hòa, thế nhưng Yamauchi cũng góp phần không nhỏ vào liên minh lật đổ Mạc phủ giữa bốn phiên Satsuma, Chōshū, Tosa và Hizen (còn gọi là Saga) trong chiến tranh Boshin (1868–1869), khi Minh Trị Duy tân thành công, ông được tân chính phủ Minh Trị bổ nhiệm làm thống đốc của tỉnh Kochi vừa mới thành lập vào năm 1871. Năm sau ông qua đời vì bệnh nặng.